# Diospyros rekoi
Diospyros rekoi är en tvåhjärtbladig växtart som beskrevs av Paul Carpenter Standley. Diospyros rekoi ingår i släktet Diospyros och familjen Ebenaceae. Inga underarter finns listade i Catalogue of Life.